# إعادة تسطيح الورك طفيفة التغلغل
إعادة تسطيح الورك طفيفة التغلغل (MIS) هي جراحة كلية أو جزئية في الورك يمكن إجراؤها عن طريق شق أقل من 10 سنتيمتر، بدون بذل أي مجهود كبير في التشريح أو في تحديد مكان أي جزء في الجسم."
تتميز جراحات إعادة تسطيح الورك طفيفة التغلغل الخلفية والمعدلة ورأب مفصل الورك الكلي (استبدال الورك) بالعديد من الفوائد للمريض:
1. تقليل ألم ما بعد العملية
2. تقليل تلف الأنسجة الرخوة وتقليل الضغط على ألياف العضلات.
3. تقليل فترة البقاء في المستشفى
4. تقليل الدم المفقود
5. شق أصغر
6. القدرة على التعافي والعودة سريعًا لممارسة الأنشطة اليومية والذهاب إلى العمل[2]

تم توثيق أسلوب تقليل الإطار الجراحي (عن طريق إجراء شق صغير) في عمليات إعادة تسطيح الورك، من طريقة الفتح التقليدية (15 إلى 30 سم) إلى طريقة الشق الصغير (7 إلى 15 سم)، توثيقًا جيدًا في عالم جراحات الورك.
ومع ذلك، اقترح بعض الجراحين أن ذلك قد يعرضهم لمخاطر زرع بعض الأجزاء بشكل خاطئ، وخصوصًا الحُقي. كما أشار الجراحون أيضًا إلى أنه من الممكن أن تتسبب المعدات المستخدمة في عملية توسيع رأس الفخذ (ثقب رأس الفخذ) في تلف الأنسجة الرخوة، بسبب ضيق مساحة منطقة الجراحة.
وعند قبول ذلك، فإن المعايير الأساسية لإجراء جراحات إعادة تسطيح الورك طفيفة التغلغل هي:
1. طُعم مصمم لجراحات إعادة تسطيح الورك طفيفة التغلغل
2. معدات مخصصة لحماية الأنسجة خلال عملية إعادة تسطيح الورك طفيفة التغلغل
3. معدات متخصصة لاستهداف عنق الفخذ وتوسيع الحُق وانحشار الحُق، ومباعدات مخصصة للأنسجة الرخوة.[5]

## تاريخ جراحة إعادة تسطيح الورك طفيفة التغلغل
قدم العديد من المؤلفين وصفًا دقيقًا لعملية رأب مفصل الورك (THA، أو استبدال الورك)، منهم:
- ريتشارد بيرجر: تقنية «الشق 2» + التنظير التألقي.
- توماس بي سكولكو: الطريقة الخلفية.
- إنزبرك (بروفيسور نولجر): الأمامي المباشر.[6]

تجاهل الجراحون بعض مناهج إعادة تسطيح الورك طفيفة التغلغل الخاصة بعملية رأب مفصل الورك، وخصوصًا منهج ريتشارد بيرجر.
ولم تُقدم أيًا من المناهج التي ذُكرت سابقًا أية طريقة لإجراء إعادة تسطيح الورك طفيفة التغلغل بدون استخدام التنظير التألقي. والمنهج الموثق الوحيد لإعادة تسطيح الورك طفيفة التغلغل الذي ينطبق عليه التعريف المذكور أعلاه هو منهج جي إس تشانا  في المستشفى الملكي لجراحة العظام في برمنجهام بالمملكة المتحدة.
أثبت تشانا، وهو مبتكر الذراع المثقاب المستخدم في جراحات إعادة تسطيح الورك طفيفة التغلغل وجهاز استهداف تشانا، أنه من الممكن إجراء إعادة تسطيح الورك من خلال شق طوله 6.5 سنتيمترات بدون إضعاف الأنسجة الرخوة أو زرع كأس الحُق بطريقة خاطئة.

## جراحات إعادة تسطيح الورك الموجودة اليوم
ابتُكرت تقنيات إعادة تسطيح الورك الحالية لتكون بديلاً لعمليات رأب مفصل الورك بالكامل، حيث يتم فقط استئصال الغضاريف المُصابة وجزء صغير من عظام الفخذ المحيطة، ويتم استبدالها بأسطح جديدة.
وعلى الرغم من أن جراحات إعادة تسطيح الورك كانت موجودة منذ حوالي 40 عامًا، فإن عملية إعادة تسطيح الورك باستخدام المعدن على حامل المعادن الحالية ازدادت شعبية بين الجراحين والمرضى في العقد الماضي.
كما رحب العديد من الجراحين على مستوى العالم بفكرة إعادة تسطيح الورك، بينما تخوف البعض من استخدامها بسبب بعض العيوب المحتملة:
| إعادة تسطيح الورك                         | الاستبدال الكلي لمفصل الورك                                     |
| ----------------------------------------- | --------------------------------------------------------------- |
| + المحافظة على العظام                     | + نتائج إيجابية طويلة المدى                                     |
| + مناسبة للمرضى الأصغر سنًا، والأكثر نشاطًا | + شروط أقل لملاءمة المريض للعملية                               |
| + آفاق أفضل للمراجعة في المستقبل          | + مجال حركة أفضل نسبيًا                                          |
| + أفضل نسخة للتشريح الموجود من قبل        | - عملية مراجعة معقدة                                            |
| - شق أكبر، واحتمالية أعلى لحدوث الكسور    | - من المحتمل أن تحتاج الجراحة للمراجعة بعد 30 ≥ عامًا من إجرائها |

ثبت بشكل جيد أن شقوق جراحات تسطيح الورك (الطريقة الخلفية) تمتد لتصل إلى 20 سنتيمتر طولًا. ووُصفت جراحات إعادة تسطيح الورك بأنها أكثر تعقيدًا، مقارنةً مع استبدال مفصل الورك، كما أظهر الأسلوب الجراحي الذي وصفه ديريك ماكمين، زميل الكلية الملكية للجراحين، في جراحات إعادة تسطيح الورك الخلفية ، شقوقًا جراحية شبيهة بتلك التي تم ذكرها سابقًا.